# Joseph Bonvoisin
Pour les articles homonymes, voir Bonvoisin.
Joseph Bonvoisin, né le 30 avril 1896 à Liège et mort le 1er septembre 1960 à La Roche-en-Ardenne, est un peintre, dessinateur et graveur belge. Il est aussi professeur à l'Académie royale des Beaux-Arts de Liège de 1931 à 1960.

## Biographie
En 1910, Joseph Bonvoisin, alors âgé de 14 ans, commence à étudier la gravure sur armes chez Landroux, place St-Christophe,,,. Il finit ses études en 1913 et entre à l'Académie des Beaux-Arts de Liège,,,. Il s'engage comme volontaire quand la Première Guerre Mondiale éclate durant l'été 1914, mais est réformé pour raisons de santé et passe en Angleterre,. Il y suit des cours à la Birmingham School of Art (en) de 1914 à 1917,,,,. Il réside ensuite à Paris et étudie à l'École des Beaux-Arts de 1917 à 1919,,,.
Il est de retour à Liège dès 1919 et reprend ses cours à l'Académie des Beaux-Arts de Liège, où il est l'élève d'Émile Berchmans, de François Maréchal et d'Adrien de Witte,. Il est professeur de dessin et de nu à l'Académie des Beaux-Arts de Liège de 1931 à 1960,,,,,,, et ajoute à son programme un cours de dessin décoratif et de gravure au burin à partir de 1938,.
Il voyage en Italie en 1947 et y peint des paysages. Il se concentre davantage sur la peinture à partir de 1940.
Il est inhumé au cimetière de Robermont à Liège.

## Œuvre

### Style et techniques artistiques
Joseph Bonvoisin est un peintre et graveur de paysages, de figures, de nus, de portraits et de sujets allégoriques et religieux,,. Il se passionne pour la gravure au burin,, arrivant « à recréer avec vitalité les gris et les profondeurs, puis y fixe un corps nu dans un environnement onirique ou dresse un arbre aux lourdes palmes dans la lumière ». Il représente en diverses occasions le Christ dans ses gravures, « transposant son sacrifice sur le plan de la solitude humaine, douloureuse et anonyme ».
Au sujet de l'œuvre peint de Joseph Bonvoisin, Jacques Parisse commente: « Il a été entre 25 et 40 ans un peintre constructeur à mi-chemin du cubisme, dont la France en ce temps connaissait de remarquables adeptes, et de l'expresionnisme tel que le développait en ce temps-là la puissante École de Laethem-Saint-Martin. Nourri de ces courants, Joseph Bonvoisin, homme de raison et de mesure mais d'une grande sensibilité au monde et aux hommes, allait "construire" une série d'œuvres peintes en leur donnant la marque de sa personnalité tout à la fois réaliste et portée à la réflexion par le biais du symbole, plus exactement de la représentation symbolique. » Jules Bosmant récupère et défend cette opinion dans un article repris par Rita Lejeune et Jacques Stiennon dans l'ouvrage La Wallonie. Le Pays et les Hommes. Lettres - arts - culture tome III en 1979.

### Catalogue et musées
Des œuvres de Joseph Bonvoisin ont été acquises par la ville de Liège (Musée des Beaux-Arts, Musée d'Ansembourg et Cabinet des Estampes), la province de Liège,, l'université de Liège(Musée Wittert), la Bibliothèque royale de Belgique à Bruxelles, le Cabinet des estampes du Musée du Louvre et de nombreuses collections particulières.
Il exécute en 1942 un retable de 5 mètres sur 2,20 mètres pour la chapelle de l'Ambachtschool à Brée,. Il travaille pendant deux ans et finalise en 1956 une peinture murale de 32 m² pour la Basilique Notre-Dame de Chèvremont sur le thème Glorification du travail par saint Joseph,. Léon Koenig estime qu'il a réalisé 80 planches au burin.

## Expositions
Liste des expositions établie d'après Paul Caso et Jacques Parisse.
- Expositions personnelles à Liège en 1924, 1925, 1926, 1929, 1935, 1942, 1943 et 1951. Il expose au Cercle des Beaux-Arts de Liège en 1924 et 1925[2].
- Expositions de groupe à Prague, Rome, Bombay, Le Caire (avec La gravure originale belge) ; à Montevideo en 1948 Graveurs belges pour le Ministère de l'Instruction publique d'Uruguay ; Un siècle de gravure belge au Cabinet des Estampes de Paris en 1946 ; et exposition avec le groupe Le Trait en 1954.
- Expositions personnelles et collectives depuis 1961 :
  - 1961 : Rétrospective au Cercle royal des Beaux-Arts, Liège[5].
  - 1963 : Galerie "Mont des Arts", Bruxelles ; Musée de l'Art Wallon, Liège.
  - 1964 : Galerie "Le Sagittaire", Liège ; 125e anniversaire de l'Académie royale des Beaux‑Arts, du 11 avril au 10 mai, Musée des Beaux-Arts, Liège[15].
  - 1965 : Hôtel de Ville, Mouscron (Hainaut) ; Musées de Verviers, Verviers (Liège) ; Galerie "Vauxhall", Spa (Liège) ; Hôtel de Ville, Jemeppe-sur-Meuse (Liège).
  - 1966 : Galerie "M. Huysmans", Liège ; Musée de l'Abbaye de Stavelot, Stavelot (Liège) ; Musées, Fourneau Saint-Michel (Luxembourg).
  - 1967 : Musée, Tongres (Limbourg).
  - 1968 : La Province (Métiers d'Art), Liège ; La Province (Affaires Culturelles), Spa (Liège) ; Galerie "M. Huysmans", Liège.
  - 1970 : Athénée, Montegnée (Liège) ; Maison de Jeunes, Esneux (Liège) ; "Oude Halle", Furnes (Flandre-Occidentale) ; Gravures au pays de Liège. Estampes, verre, armes, février, Les Chiroux, Liège[15] ; Gravures au pays de Liège. Estampes, verre, armes, du 27 juin au 30 septembre, Musée de l'Abbaye de Stavelot, Stavelot (Liège)[15].
  - 1971 : Centre Rogier (Arts en Europe), Bruxelles ; "Les Chiroux", Liège ; Centre Culturel, Tourinnes-la-Grosse (Brabant wallon).
  - 1972 : Centre Culturel, Hermalle-sous-Argenteau (Liège).
  - 1973 : Galerie G. Drisket, Liège.
  - 1974 : Centre Rogier (Arts en Europe), Bruxelles.
  - 1975 : Musée, Mons (Hainaut).
  - 1976 : Galerie "Leodico", Liège ; Bruxelles, "L'Estampille"; Galerie St Remy, Liège ; Centre Culturel, Liège ; Maison Communale-Ixelles, Bruxelles ; Centre Culturel, Hermalle-sous-Argenteau (Liège).
  - 1977: Galerie Baron Steen, Bruxelles ; Galerie Axile (passage Bailli), Bruxelles ; Château St Victor, Saint-Étienne (France) ; Gravures du 16e au 20e siècle, du 29 septembre au 2 décembre, Cabinet des Estampes et des Dessins, Liège[15].
  - 1981 : Salon noir et blanc, Galerie Gustave Drisket, Liège[15].
  - 1992 : Le Cercle royal des Beaux-Arts de Liège 1892-1992, du 18 septembre au 20 avril 1993, Cercle royal des Beaux-Arts, Liège[2].
  - 1996 : 125 ans d'art liégeois - peinture, sculpture, gravure en province de Liège 1870‑1995, du 27 novembre au 31 janvier 1997, ING Espace Culturel, Liège[15].
  - 2008 : Coups de cœur estampés, du 26 juin au 14 septembre, Cabinet des Estampes, Liège[15].
  - 2020 : Joseph Bonvoisin, Camille Bourgault, Dessins-Gravures-Peintures, L'âge d'or de la gravure liégeoise, du 2 août au 4 septembre, galerie de la villa, Liège[16].

## Prix et distinctions
- 1953 : Prix de la consécration pour la gravure de la Province de Liège[1],[2],[3],[6].

## Réception critique
« Même science, même conscience chez Joseph Bonvoisin que chez les anciens Liégeois et, par quelque côté, même esprit. Théodore de Bry appelait son atelier "une imagerie" et c'est en imagier que Joseph Bonvoisin, par ailleurs exquis poète dialectal, conçoit sa gravure : il sait rendre la nature et les choses éloquentes, il anime ses compositions religieuses d'un profond idéalisme, il moralise volontiers. »

— Léon Koenig

« À l'exposition de l'Atelier de Gravure qui s'était faite à Liège en 1936, on avait pu apprécier quelques eaux-fortes et un étonnant burin qui n'était que le commencement d'une série d'une centaine d'autres qu'il allait exécuter jusqu'à la fin de sa vie. [...] Dans cette discipline, il releva la tradition. On admire en lui la sûreté d'un métier sans bavure, qui ne souffre aucune hésitation. "Chaque planche, écrivait Victor Moremans, évoque un univers avec tout ce que ce mot comporte d'enseignement et de résonnance [sic] humaine". Que ce soit le "Tilleul de Regnowez", "In der Heimat", la "Montée au calvaire", "Les deux Châtaigniers" ou "Les Archers du ciel" comme il le fut lui-même, un trait puissant ou mélodique dégage en ses lignes une impression de force ou de secrète émotion. On n'a pas hésité à faire un rapprochement flatteur avec Michel-Ange et Dürer. Mais son style est bien personnel et l'on y reconnaît la main d'un maître. »

— Herman Frenay-Cid

« L'œuvre gravé de Bonvoisin est à la mesure de sa peinture. Elle fait l'objet d'une récente rétrospective au Musée d'art wallon. Ses burins consacrés aux arbres sont parmi les plus beaux de toute la gravure belge contemporaine. »

— Roger Van Malder